# Sumeda Ranasinghe
R.M. Sumeda Ranasinghe (* 10. Februar 1991 in Kegalle) ist ein sri-lankischer Leichtathlet, der sich auf den Speerwurf spezialisiert hat und aktuell Inhaber des Landesrekordes ist.

## Sportliche Laufbahn
Erste internationale Erfahrungen sammelte Sumeda Ranasinghe bei der Sommer-Universiade 2015 in Gwangju, bei der er mit 68,90 m in der Qualifikation ausschied. 2016 gewann er bei den Südasienspielen in Guwahati mit 80,25 m die Silbermedaille hinter dem Inder Neeraj Chopra und schied anschließend bei den Olympischen Spielen in Rio de Janeiro mit 71,93 m in der Qualifikation aus. Im Jahr darauf erreichte er bei den Studentenweltspielen in Taipeh mit 69,65 m Rang zwölf. 2019 belegte er bei den Asienmeisterschaften in Doha mit 73,50 m den achten Platz. Ende Oktober gewann er dann bei den Militärweltspielen in Wuhan mit 75,35 m die Bronzemedaille hinter dem Inder Shivpal Singh und Marcin Krukowski aus Polen. Kurz darauf sicherte er sich dann bei den Südasienspielen in Kathmandu mit 74,97 m die Bronzemedaille hinter dem Pakistaner Arshad Nadeem un Singh aus Indien. 2022 wurde er bei den Commonwealth Games in Birmingham mit 70,77 m Zehnter und 2025 belegte er bei den Asienmeisterschaften in Gumi mit 79,81 m den siebten Platz.
In den Jahren 2015, 2019 und 2020 sowie von 2022 bis 2024 wurde Ranasinghe sri-lankischer Meister im Speerwurf.